# Theridion yani
Theridion yani är en spindelart som beskrevs av Zhu 1998. Theridion yani ingår i släktet Theridion och familjen klotspindlar. Inga underarter finns listade i Catalogue of Life.